# Świerzbiączka guzkowa
Świerzbiączka guzkowa (Hyde) – choroba dermatologiczna z grupy chorób alergicznych, charakteryzująca się guzkowymi i rozsianymi zmianami pochodzących z przewlekłego drapania z powodu świądu. Schorzenie jest zbliżone do neurodermitu, ma prawdopodobnie etiologię neurogenną i nie ustępuje samoistnie. W terapii skuteczny jest talidomid, neuroleptyki i miejscowe podanie kortykosteroidów. 
Pierwszy opis choroby został dokonany przez Hyde'a i Montgomery'ego w 1909.